# Вальтер Гетч
Вальтер Гетч (нім. Walter Göttsch; 10 червня 1896, Альтона, Німецька імперія — 10 квітня 1918, Ам'єн, Франція) — німецький льотчик-ас, лейтенант.

## Біографія
1 липня 1915 року записався добровольцем на фронт. У 1916 році був спрямований в авіацію, літав у складі авіаційного дивізіону (FA 33) у Фландрії. Пройшов підготовку льотчика-винищувача і 10 вересня перейшов у винищувальну ескадрилью (Jasta) 8. 3 лютого 1917 був поранений над Вервіком в бою з другим лейтенантом К. Гордоном Девісом і капітаном Р. М. Ноулзом з 20-ї ескадрильї, які літали на А 1962 FE . У квітні повернувся в свою ескадрилью. Воював, в основному, проти льотчиків 20-ї ескадрильї, здобуваючи численні перемоги. На збитому ним 7 січня 1917 р FE літав флайт-сержант Томас Моттерсгед, нагороджений медаллю «За видатне командування» і, посмертно, хрестом Вікторії, а також спостерігач лейтенант В.Е. Гауер. Знову був поранений, найімовірніше спостерігачем лейтенантом Гаррі Лачфордом. 25 вересня, знову в бою проти льотчиків 20-ї ескадрильї, був втретє поранений. Повернувшись в свою частину в січні 1918 року, з 14 лютого прийняв командування над Jasta 19. Літав на трипланах Fokker Dr I з жовтою цифрою 2 на фюзеляжі.
10 квітня 1918 року збив RE 8 другого лейтенанта Г. Л. Тейлора і лейтенанта В. Е. Лейна, які були змушені здійснити посадку, проте Лейн встиг в падінні випустити чергу в триплан 429/17 Гетча, на фюзеляжі якого була намальована біла свастика. Підбитий літак впав біля села Гонтрелль, німецький ас загинув.

## Нагороди
- Залізний хрест 2-го і 1-го класу
- Королівський орден дому Гогенцоллернів, лицарський хрест (23 серпня 1917)

Якби Гетч вижив, то отримав би орден Pour le Mérite, оскільки здобув необхідні для нагородження 20 перемог.